# Bogdan Radivojević
Bogdan Radivojević (serbisch-kyrillisch Богдан Радивојевић; * 2. März 1993 in Belgrad, Republik Serbien, BR Jugoslawien) ist ein serbischer Handballspieler.

## Karriere

### Verein
Bogdan Radivojević begann im Alter von sieben Jahren mit dem Handball. 2001 kam er zu RK Partizan Belgrad. Dort spielte der 1,92 Meter große Rechtsaußen seit 2011 in der 1. Männer-Mannschaft, mit der er 2012 die serbische Meisterschaft gewann. Außerdem spielte Radivojević mit Partizan 2011/12 und 2012/13 in der EHF Champions League. Zur Saison 2013/14 wechselte er zum deutschen Bundesligisten SG Flensburg-Handewitt, mit dem er 2014 die EHF Champions League und 2015 den DHB-Pokal gewann.
Im Sommer 2017 schloss sich Radivojević den Rhein-Neckar Löwen an, bei denen er einen Zweijahresvertrag unterschrieb. Mit den Rhein-Neckar Löwen gewann er 2017 und 2018 den DHB-Supercup sowie 2018 den DHB-Pokal. Im Sommer 2019 schloss er sich dem ungarischen Verein SC Szeged an. Mit Szeged gewann er 2021 und 2022 die ungarische Meisterschaft. Seit der Saison 2023/24 steht er beim nordmazedonischen Verein RK Eurofarm Pelister unter Vertrag.

### Nationalmannschaft
Mit der serbischen Nationalmannschaft nahm Bogdan Radivojević an den Weltmeisterschaften 2013, 2019 und 2023 sowie an den Europameisterschaften 2014, 2018, 2020 und 2022 teil.

### Bundesligabilanz
| Saison    | Verein                 | Spielklasse | Spiele | Tore | 7-Meter | Feldtore |
| --------- | ---------------------- | ----------- | ------ | ---- | ------- | -------- |
| 2013/14   | SG Flensburg-Handewitt | Bundesliga  | 34     | 36   | 2       | 34       |
| 2014/15   | SG Flensburg-Handewitt | Bundesliga  | 31     | 41   | 0       | 41       |
| 2015/16   | SG Flensburg-Handewitt | Bundesliga  | 18     | 39   | 1       | 38       |
| 2016/17   | SG Flensburg-Handewitt | Bundesliga  | 9      | 20   | 0       | 20       |
| 2017/18   | Rhein-Neckar Löwen     | Bundesliga  | 34     | 30   | 0       | 30       |
| 2018/19   | Rhein-Neckar Löwen     | Bundesliga  | 34     | 24   | 0       | 24       |
| 2013–2019 | gesamt                 | Bundesliga  | 157    | 190  | 3       | 187      |

## Privates
Bogdan Radivojević ist mit der montenegrinischen Handballspielerin Jelena Radivojević liiert. Gemeinsam wurden sie im August 2022 Eltern einer Tochter.